# Ніно Хурцидзе
Ніно Хурцидзе (груз. ნინო ხურციძე; (28 вересня 1975 — 22 квітня 2018, Тбілісі) — грузинська шахістка, гросмейстер серед жінок від 1993 року, має також титул міжнародного майстра серед чоловіків від 1999 року.
Її рейтинг станом на грудень 2015 року — 2414 (58-е місце у світі, 6-е серед шахісток Грузії).

## Шахова кар'єра
Перші серйозні успіхи на міжнародній арені Ніно Хурцидзе здобула на початку 90-х років ХХ століття. У 1992 році вона виграла в Градець-Кралове титул чемпіонки Європи, а в Дуйсбурзі титул срібної медалістки на чемпіонаті світу серед юніорок (обидва титули — у віковій категорії до 18 років). У 1993 році в Кожикоде та у 1995 році в Галле двічі виграла звання чемпіонки світу серед юніорів у віковій категорії до 20 років, а у 1994 році в Матіньюсі у цій же віковій категорії виборола срібну медаль (пропустивши вперед лише Джу Чен). Двічі виступала також у міжзональних турнірах, у яких найкращим результатом шахістки стало 13 місце (серед 52 учасниць) на турнірі у Кишиневі у 1995 році. Від 2000 року є постійною учасницею розігруваних за олімпійською системою турнірів на першість світу серед жінок, у яких брала участь 4 рази. У 2001 році в Москві та в 2006 році в Єкатеринбурзі двічі виходила до IV раунду турніру (у якому брала участь вісімка найсильніших шахісток) та поступалась у цьому раунді першого разу (після додаткових партій) китаянці Джу Чен, та другого разу росіянці Алісі Галлямовій. У 2005 та 2006 році двічі виборола звання індивідуальної чемпіонки Грузії.
Ніно Хурцидзе тричі вигравала медалі чемпіонату світу з шахів серед студентів: золоту в Роттердамі у 1998 році, срібну в Леоні у 1996 році та бронзову в Софії у 1994 році. У активі Ніно Хурцидзе також є перемога на зональному турнірі у Тбілісі, 2 місце на турнірі у Врнячка-Бані у 1996 році (після Маї Чибурданідзе), перемога на зональному турнірі у Тбілісі у 1999 році, розділила 5 місце у відкритому турнірі у Бад-Верісгофені у 2002 році (після Фелікса Левіна, Кирилом Георгієвим, В'ячеславом Ейнгорном та Едвінсом Кеньгісом) разом із Аркадієм Найдичем, розділила 3 місце на турнірі в Афінах (після Єлени Дембо та Маргарити Войської), 2 місце на турнірі в Ессені у 2004 році (після Євгена Шапошникова), 2 місце на турнірі у Тбілісі у 2004 році (за Наною Дзагнідзе) і розділила перше місце у Сегеді на відкритій першості Угорщини (із Ганною Музичук).
Ніно Хурцидзе неодноразово представляла Грузію на командних змаганнях, у тому числі:
- П'ять разів на шахових олімпіадах: 1998, 2000, 2002, 2006, 2012. В командному заліку: срібло (2000) і бронза (1998), індивідуальна золото (2000 на третій шахівниці) і бронза (2000 за рейтинговий результат).[10]
- Чотири рази на командних чемпіонатах світу: 1997, 2007, 2011, 2013. Здобула бронзу на чемпіонаті світу 2011 року в командному заліку.[11][12]
- Сім разів на командних чемпіонатах Європи: 1999, 2003, 2005, 2007, 2009, 2011, 2013. В командній першості здобула двічі срібні медалі (у 2005 і 2009 роках) і бронзу в 2011 році; в індивідуальній: тричі срібло (1999 на першій шахівниці, також у 1999 за рейтинговий результат, 2011 на четвертій шахівниці.[13]

Найвищого рейтингу Ніно Хурцидзе досягла 1 липня 1999 року, і з результатом 2472 займала 11 місце у рейтингу ФІДЕ та третє місце серед грузинських шахісток.
Померла Ніно Хурцидзе 22 квітня 2018 року в Тбілісі після важкої хвороби.